# يوسف رمضان
يوسف رمضان (مواليد 16 يوليو 1992) هو لاعب كرة قدم قطري من أصول مصرية كظهير أيمن.
لعب سابقاً في أندية الغرافة و العربي والخور و المرخية.

## روابط خارجية
- يوسف رمضان على موقع قاعدة بيانات كرة القدم.إي يو (الإنجليزية)
- يوسف رمضان على موقع Soccerway.com (الإنجليزية)